# Rivière Carrot
Ne doit pas être confondu avec Carrot River (ville).
La rivière Carrot (en anglais : Carrot River) est une rivière de l'Ouest du Canada située au nord-est de la Saskatchewan et dans une moindre partie au nord-ouest du Manitoba.
Elle relie les lacs de Wakaw, Tway, Dyxon et de Struthers dans le centre de la Saskatchewan (40 km à l'ouest de Melfort) au lac de Red Earth pour se jeter dans la rivière Saskatchewan juste avant la ville de Le Pas, au Manitoba. 